# تاكيشي أشيبنا
تاكيشي أُشيبَنا (باليابانية: 牛鼻 健) (21 سبتمبر 1977 في كاغوشيما في اليابان – )؛ هو لاعب كرة قدم ياباني سابق كان يلعب كلاعب وسط.

## وصلات خارجية
- تاكيشي أشيبنا على موقع رابطة كرة القدم اليابانية للمحترفين (اليابانية)
- تاكيشي أشيبنا على موقع عالم كرة القدم.نت (الإنجليزية)